# Adrian Bosshard
Adrian Bosshard (Zúrich, 19 de marzo de 1962) es un piloto de motociclismo de velocidad suizo, que compitió regularmente en el Campeonato Mundial de Motociclismo desde 1992 hasta 1996.

## Biografía
Su carrera en el mundo del motociclismo se inició en el motocross, donde venció dos títulos nacionales en 1988 y 1989, para después de pasar a la carretera en 1990, conquistando también en esta categoría el título nacional suizo. En el 1990 corre con tarjeta de invitación con una Honda RC30 la prueba italiana del Campeonato del Mundo de Superbikes en el Circuito de Monza, entrando en plaza de puntos y acaba en la posición 59 de la general.
En 1992, debuta en el Campeonato del Mundo de Motociclismo en la categoría de 250cc a con la escudería Honda, aunque en ninguna prueba de la temporada pudo entrar en posiciones de puntos. Mejor le iría el año siguiente donde, siguiendo en Honda, se clasifica en la posición vigésima de la general con 21 puntos.
Después de haber corrido también en el 1994 en 250, a partir de 1995 da el salto a 500cc usando ROC Yamaha. A final de la temporada, también es elegido para debutar al heredero del proyecto Yamaha ROC, ELF 500 ROC. Bosshard compitió hasta 1996. Sin embargo, en el último año de carrera no ganó puntos en el campeonato mundial.
Después de retirarse, su vida profesional lo ha llevado a ocupar puestos de importancia como el de presidente de la Certina, sociedad del Grupo Swatch, que es uno de los espónsors habituales de las carreras de motociclismo y automovilismo.

### Carreras por temporada
```
1993:
```

| Posición | 1  | 2  | 3  | 4  | 5  | 6  | 7 | 8 | 9 | 10 | 11 | 12 | 13 | 14 | 15 |
| Pts.     | 25 | 20 | 16 | 13 | 11 | 10 | 9 | 8 | 7 | 6  | 5  | 4  | 3  | 2  | 1  |

| Año  | Cat.  | Moto       | 1       | 2       | 3       | 4       | 5      | 6       | 7       | 8       | 9       | 10      | 11     | 12      | 13      | 14     | 15    | Pts. | Posición |
| ---- | ----- | ---------- | ------- | ------- | ------- | ------- | ------ | ------- | ------- | ------- | ------- | ------- | ------ | ------- | ------- | ------ | ----- | ---- | -------- |
| 1992 | 250cc | Honda      | JAP 16  | AUS 19  | MAL Ret | ESP 21  | ITA 24 | EUR Ret | ALE Ret | NED 19  | HUN Ret | FRA 14  | GBR 16 | BRA Ret | RSA 20  |        |       | 0    | -        |
| 1993 | 250cc | Honda      | AUS 15  | MAL 11  | JAP Ret | ESP 13  | AUT 13 | ALE 21  | NED 12  | EUR Ret | RSM 19  | GBR 14  | CZE 17 | ITA 15  | USA 15  | FIM 15 |       | 21   | 20.º     |
| 1994 | 250cc | Honda      | AUS 13  | MAL 12  | JPN Ret | ESP Ret | AUT -  | GER DNS | NED Ret | ITA 11  | FRA 12  | GBR 14  | CZE 13 | USA 13  | ARG 12  | EUR 10 |       | 34   | 14.º     |
| 1995 | 500cc | ROC Yamaha | AUS 16  | MAL Ret | JAP 15  | ESP Ret | ALE 12 | ITA 17  | NED 15  | FRA 11  | GBR 10  | CZE 15  | RIO 15 | ARG 15  | EUR Ret |        |       | 21   | 17.º     |
| 1996 | 500cc | ROC Yamaha | MAL Ret | IDN Ret | JAP Ret | ESP 19  | ITA -  | FRA -   | NED Ret | ALE Ret | GBR -   | AUT Ret | CZE 21 | IMO Ret | CAT Ret | RIO -  | AUS - | 0    | -        |

| Color     | Resultado                                                               |
| --------- | ----------------------------------------------------------------------- |
| Oro       | Ganador                                                                 |
| Plata     | 2.ª plaza                                                               |
| Bronce    | 3.ª plaza                                                               |
| Verde     | Finalizó en los puntos                                                  |
| Azul      | Finalizó sin puntos                                                     |
| Azul      | NC - No clasificado                                                     |
| Violeta   | Ret - No terminó (Carrera)                                              |
| Rojo      | DNQ - No se clasificó                                                   |
| Negro     | DSQ - Descalificado                                                     |
| Blanco    | DNS - No empezó (carrera)                                               |
| Blanco    | WD - Retirado (fin de semana)                                           |
| Blanco    | C - Carrera cancelada                                                   |
| Sin color | DNP - Inscrito pero no participó                                        |
| Sin color | INJ - Lesionado                                                         |
| Sin color | EX - Excluido                                                           |
| Estado    | Resultado                                                               |
| Negrita   | Pole position                                                           |
| Cursiva   | Vuelta rápida                                                           |
| †         | Abandona, pero clasifica al completar el porcentaje requerido para ello |